# 반송중학교 (경기)
반송중학교(盤松中學校)는 대한민국 경기도 화성시 반송동에 있는 공립 중학교이다.

## 학교 연혁
- 2007년 1월 8일 : 반송중학교 설립인가(30학급)
- 2007년 8월 30일 : 반송중학교 교사 준공
- 2007년 9월 1일 : 초대 이성왕 교장 취임
- 2007년 9월 1일 : 개교 및 전입학
- 2008년 2월 13일 : 제1회 졸업식
- 2023년 9월 1일 : 제6대 권순백 교장 취임
- 2024년 1월 8일 : 제17회 졸업식

## 참고 자료
- 반송중학교 - 한국교육학술정보원 학교알리미